# CONCACAF Women's Championship 2014
La CONCACAF Women's Championship 2014 è stata la nona edizione del massimo campionato nordamericano di calcio femminile, noto anche come CONCACAF Women's Gold Cup o CONCACAF Women's World Cup Qualifying Tournament, torneo internazionale a cadenza quadriennale organizzato dalla Confederation of North, Central America and Caribbean Association Football (CONCACAF) e destinato a rappresentative femminili dell'America del Nord, America centrale e regione caraibica. Il torneo, che nella sua fase finale ha visto confrontarsi otto nazionali, si è disputato negli Stati Uniti d'America tra il 15 e il 26 ottobre 2014. Il Canada era la squadra detentrice del titolo.
Il torneo fungeva anche da qualificazione al campionato mondiale di Canada 2015. Le prime tre classificate si qualificavano direttamente, mentre la quarta giocava uno spareggio contro la terza classificata del campionato sudamericano 2014.
Gli Stati Uniti hanno vinto il torneo per la settima volta nella loro storia, sconfiggendo in finale la Costa Rica per 6-0. Le prime tre classificate, Stati Uniti, Costa Rica e Messico, si sono qualificate al campionato mondiale di Canada 2015.

## Stadi
| Washington                                | Bridgeview       |
| ----------------------------------------- | ---------------- |
| Robert F. Kennedy Memorial Stadium        | Toyota Park      |
| Capacità: 45 596                          | Capacità: 20 000 |
| Washington Bridgeview Kansas City Chester |                  |
| Kansas City                               | Chester          |
| Sporting Park                             | PPL Park         |
| Capacità: 18 467                          | Capacità: 18 500 |

## Squadre partecipanti
Il Canada non ha partecipato al torneo perché era già qualificata al campionato mondiale 2015 in qualità di rappresentativa della nazione ospitante l'evento.
| Pr. | Squadra           | Ente  | Partecipante in quanto                                  | Ultima presenza  |
| --- | ----------------- | ----- | ------------------------------------------------------- | ---------------- |
| 1   | Messico           | NAFU  | Qualificazione automatica                               | Messico 2010     |
| 2   | Stati Uniti       | NAFU  | Qualificazione automatica                               | Messico 2010     |
| 3   | Guatemala         | UNCAF | Prima classificata nel gruppo 1 di qualificazione UNCAF | Messico 2010     |
| 4   | Costa Rica        | UNCAF | Prima classificata nel gruppo 2 di qualificazione UNCAF | Messico 2010     |
| 5   | Trinidad e Tobago | CFU   | Prima classificata nella Coppa dei Caraibi 2014         | Messico 2010     |
| 6   | Giamaica          | CFU   | Seconda classificata nella Coppa dei Caraibi 2014       | Stati Uniti 2006 |
| 7   | Haiti             | CFU   | Terza classificata nella Coppa dei Caraibi 2014         | Messico 2010     |
| 8   | Martinica         | CFU   | Terza classificata nella Coppa dei Caraibi 2014         | Canada 1998      |

## Fase a gruppi

### Gruppo A

#### Classifica
| Pos. | Squadra           | Pt | G | V | N | P | GF | GS | DR  |
| ---- | ----------------- | -- | - | - | - | - | -- | -- | --- |
| 1.   | Stati Uniti       | 9  | 3 | 3 | 0 | 0 | 12 | 0  | +12 |
| 2.   | Trinidad e Tobago | 6  | 3 | 2 | 0 | 1 | 3  | 2  | +1  |
| 3.   | Haiti             | 3  | 3 | 1 | 0 | 2 | 1  | 7  | -6  |
| 4.   | Guatemala         | 0  | 3 | 0 | 0 | 3 | 1  | 8  | -7  |

#### Risultati
| Arbitro: | Quetzalli Alvarado |

|  |           |           |
|  | Marcatori | 69’ Zullo |

| Arbitro: | Marianela Araya |

|             |           |  |
| Wambach 55’ | Marcatori |  |

| Arbitro: | Sheena Dickson |

|  |           |             |
|  | Marcatori | 37’ Cordner |

| Arbitro: | Maurees Skeete |

|                                               |           |  |
| Heath 7’, 57’ Lloyd 46’ Engen 58’ Rapinoe 66’ | Marcatori |  |

| Arbitro: | Lucila Venegas |

|                                |           |                   |
| Cordner 74’ Johnson 83’ (rig.) | Marcatori | 90’ M. Monterroso |

| Arbitro: | Quetzalli Alvarado |

|  |           |                                                                |
|  | Marcatori | 15’ Lloyd 39’, 61’ Wambach 57’ Klingenberg 65’ Press 82’ Brian |

### Gruppo B

#### Classifica
| Pos. | Squadra    | Pt | G | V | N | P | GF | GS | DR  |
| ---- | ---------- | -- | - | - | - | - | -- | -- | --- |
| 1.   | Costa Rica | 9  | 3 | 3 | 0 | 0 | 9  | 2  | +7  |
| 2.   | Messico    | 6  | 3 | 2 | 0 | 1 | 13 | 2  | +11 |
| 3.   | Giamaica   | 3  | 3 | 1 | 0 | 2 | 8  | 5  | +3  |
| 4.   | Martinica  | 0  | 3 | 0 | 0 | 3 | 1  | 22 | -21 |

#### Risultati
| Arbitro: | Melissa Borjas |

|                                                   |           |  |
| Murray 2’, 74’ Duncan 6’ Henry 22’, 77’ Allen 71’ | Marcatori |  |

| Arbitro: | Carol-Anne Chenard |

|            |           |  |
| Venegas 8’ | Marcatori |  |

| Arbitro: | Margaret Domka |

|                           |           |            |
| Cruz 76’ R. Rodríguez 86’ | Marcatori | 77’ Duncan |

| Arbitro: | Tatiana Guzman |

|  |           | |
|  | Marcatori | 6’ Samarzich 28’, 49’ Duarte 34’ Mayor 36’ (aut.) Guillou 40’ Garciamendez 58’ Garza 75’, 87’ Ocampo 90+2’ Noyola |

| Arbitro: | Carol-Anne Chenard |

|           |           |                                                              |
| Carin 62’ | Marcatori | 7’ Sanchez 25’, 90’ Venegas 32’ Acosta 81’, 83’ R. Rodríguez |

| Arbitro: | Mirian Leon |

|                           |           |           |
| Mayor 29’ Corral 59’, 76’ | Marcatori | 14’ Henry |

## Fase a eliminazione diretta

### Tabellone
|  | Semifinali | Semifinali        | Semifinali  |             |            | Finale            | Finale            | Finale          |  |
|  |            |                   |             |             |            |                   |                   |                 |  |
|  | 1B.        | Costa Rica (dtr)  | 1 (3)       |             |            |                   |                   |                 |  |
|  | 1B.        | Costa Rica (dtr)  | 1 (3)       |             |            |                   |                   |                 |  |
|  | 2A.        | Trinidad e Tobago | 1 (0)       |             |            |                   |                   |                 |  |
|  | 2A.        | Trinidad e Tobago | 1 (0)       |             | Costa Rica | Costa Rica        | 0                 |                 |  |
|  |            |                   |             |             | Costa Rica | Costa Rica        | 0                 |                 |  |
|  |            |                   | Stati Uniti | Stati Uniti | 6          |                   |                   |                 |  |
|  | 1A.        | Stati Uniti       | Stati Uniti | Stati Uniti | 6          | 3                 |                   |                 |  |
|  | 1A.        | Stati Uniti       |             |             |            | 3                 |                   |                 |  |
|  | 2B.        | Messico           | 0           |             |            | Finale 3º posto   | Finale 3º posto   | Finale 3º posto |  |
|  | 2B.        | Messico           | 0           |             |            |                   |                   |                 |  |
|  |            |                   |             |             |            |                   |                   |                 |  |
|  |            |                   |             |             |            | Trinidad e Tobago | Trinidad e Tobago | 2               |  |
|  |            |                   |             |             |            | Trinidad e Tobago | Trinidad e Tobago | 2               |  |
|  |            |                   |             |             |            | Messico (dtr)     | Messico (dtr)     | 4               |  |

### Semifinali
Le vincitrici delle semifinali, Costa Rica e Stati Uniti, si sono qualificate direttamente al campionato mondiale di Canada 2015.
| Arbitro: | Melissa Borjas |

|                         |                      |                          |
| Venegas 19’             | Marcatori            | 73’ Hutchinson           |
| Alvarado Sánchez Acosta | Tiri di rigore 3 – 0 | Johnson Hutchinson Shade |

| Arbitro: | Sheena Dickson |

|                                |           |  |
| Lloyd 6’, 30’ (rig.) Press 56’ | Marcatori |  |

### Finale terzo posto
La vincitrice della finale terzo posto, il Messico, si è qualificata direttamente al campionato mondiale di Canada 2015, mentre la perdente, il Trinidad e Tobago, è stata ammessa allo spareggio CONCACAF-CONMEBOL.
| Arbitro: | Carol-Anne Chenard |

|                       |           |                                        |
| Cordner 57’ Shade 78’ | Marcatori | 24’ Mayor 79’ Ocampo 104’, 106’ Corral |

### Finale
| Arbitro: | Lucila Venegas |

|  |           |                                                |
|  | Marcatori | 4’, 35’, 41’, 71’ Wambach 18’ Lloyd 73’ Leroux |

## Statistiche

### Classifica marcatrici
7 reti
- Abby Wambach

5 reti
- Carli Lloyd

4 reti
- Carolina Venegas
- Charlyn Corral

3 reti
- Raquel Rodríguez
- Donna-Kay Henry

- Stephany Mayor
- Mónica Ocampo

- Kennya Cordner

2 reti
- Shakira Duncan
- Christina Murray

- Luz Duarte
- Tobin Heath

- Christen Press

1 rete
- Wendy Acosta
- Shirley Cruz
- Fabiola Sanchez
- María Monterroso
- Lindsay Zullo
- Alexa Allen
- Prisca Carin

- Alina Garciamendez
- Dinora Garza
- Teresa Noyola
- Tanya Samarzich
- Maylee Atthin-Johnson
- Lauryn Hutchinson

- Mariah Shade
- Morgan Brian
- Whitney Engen
- Meghan Klingenberg
- Sydney Leroux
- Megan Rapinoe

Autorete
- Johanne Guillou (a favore del Messico)